# 1984年夏季残疾人奥林匹克运动会韩国代表团
1984年夏季残疾人奥林匹克运动会韩国代表团是韩国派出的1984年夏季残疾人奥林匹克运动会代表团。获得2枚银牌和2枚铜牌。